# Audioboxer
Audioboxer è un Extended play inciso dai Something Corporate e uscito il 2 ottobre 2001, casa discografica Drive-Thru Records.

## Tracce
1. (Hurricane) The Formal Weather Pattern (Josh Partington) – 3:52
2. iF yoU C Jordan (Andrew McMahon) – 4:16
3. Punk Rock Princess (McMahon) – 3:49
4. Bad Days (McMahon) – 3:38
5. Little (McMahon) – 4:52
6. Walking By (McMahon) – 4:30

## Formazione
- Andrew McMahon - voce, piano
- Josh Partington - chitarra solista
- Clutch - basso
- Brian Ireland - batteria